# Schwarzköpfl
Schwarzköpfl är en bergstopp i Österrike.   Den ligger i distriktet Zell am See och förbundslandet Salzburg, i den centrala delen av landet. Toppen på Schwarzköpfl är 3 124 meter över havet. Schwarzköpfl ligger vid sjön Stausee Mooserboden.
Den högsta punkten i närheten är Großer Bärenkopf, 3 396 meter över havet, sydöst om Schwarzköpfl.
Trakten runt Schwarzköpfl består i huvudsak av kala bergstoppar och isformationer.